# Samowicze
Samowicze (Samowicze Nepelskie) – wieś w Polsce, położona w województwie lubelskim, w powiecie bialskim, w gminie Terespol.
Wieś jest sołectwem w gminie Terespol. Według Narodowego Spisu Powszechnego z roku 2011 wieś liczyła 206 mieszkańców i była jedenastą co do wielkości miejscowością gminy.
Wierni Kościoła rzymskokatolickiego należą do parafii Świętej Trójcy w Terespolu.
| SIMC    | Nazwa    | Rodzaj     |
| ------- | -------- | ---------- |
| 0020965 | Kosomina | przysiółek |

## Historia
Wieś szlachecka położona była w końcu XVIII wieku w powiecie brzeskolitewskim województwa brzeskolitewskiego.
Dawniej, podw względem administracyjnym były to dwie odrębne jednostki w dwóch różnych gminach powiatu bialskiego (od 1919 w województwie lubelskim):
- część północna należała do gminy Bohukały[10], w 1889 roku 118 mieszk.,
- część południowa należała do gminy Kobylany[11], w 1889 roku 146 mieszk.

14 października 1933 obie części ustanowiły dwie odrębne gromady (sołectwa) w dwóch gminach.
Połączyły się dopiero w 1954 roku w związku z reformą administracyjną znoszącą gminy, kiedy obie gromady Samowicze weszły w skład gromady Łobaczew Duży.
W latach 1975–1998 wieś administracyjnie należała do województwa bialskopodlaskiego.